# Clusia rotundata
Clusia rotundata är en tvåhjärtbladig växtart som beskrevs av Paul Carpenter Standley. Clusia rotundata ingår i släktet Clusia och familjen Clusiaceae. Inga underarter finns listade i Catalogue of Life.